# Dobšice (Bezdědovice)
Dobšice jsou malá vesnice, část obce Bezdědovice v okrese Strakonice v Jihočeském kraji. Nachází se asi jeden kilometr severovýchodně od Bezdědovic. Dobšice leží v katastrálním území Bezdědovice o výměře 5,82 km².

## Název
Název vesnice je odvozen z příjmení Dobek a postupnými změnami výslovnosti se změnil z výchozího tvaru Dobčice na Dobšice. V historických pramenech se jméno vsi objevuje ve tvarech: Dobcžicze (1654, 1713), Dobcžicze (1790), Dobschitz a Dobžice (1840) a úředně Dobčice (1854).

## Historie
První písemná zmínka o vesnici pochází z roku 1654.

## Obyvatelstvo
| Rok            | 1869 | 1880 | 1890 | 1900 | 1910 | 1921 | 1930 | 1950 | 1961 | 1970 | 1980 | 1991 | 2001 | 2011 | 2021 |
| -------------- | ---- | ---- | ---- | ---- | ---- | ---- | ---- | ---- | ---- | ---- | ---- | ---- | ---- | ---- | ---- |
| Počet obyvatel | 152  | 143  | 155  | 164  | 150  | 133  | 138  | 96   | 81   | 57   | 36   | 28   | 35   | 54   | 51   |
| Počet domů     | 22   | 24   | 28   | 28   | 28   | 29   | 29   | 28   | 28   | 26   | 19   | 27   | 29   | 30   | 30   |

## Obecní správa
Při sčítání lidu v letech 1850–1949 Dobšice byly osadou obce Paštiky v okrese Blatná. V letech 1950–1973 byly osadou obce Bezdědovice, se kterým patřily nejprve do okresu Blatná, ale od roku 1960 v okrese Strakonice. Od 1. ledna 1974 do 31. prosince 1992 byly částí města Blatná v okrese Strakonice. Od 1. ledna 1993 jsou opět částí obce Bezdědovice v okrese Strakonice.

## Další fotografie

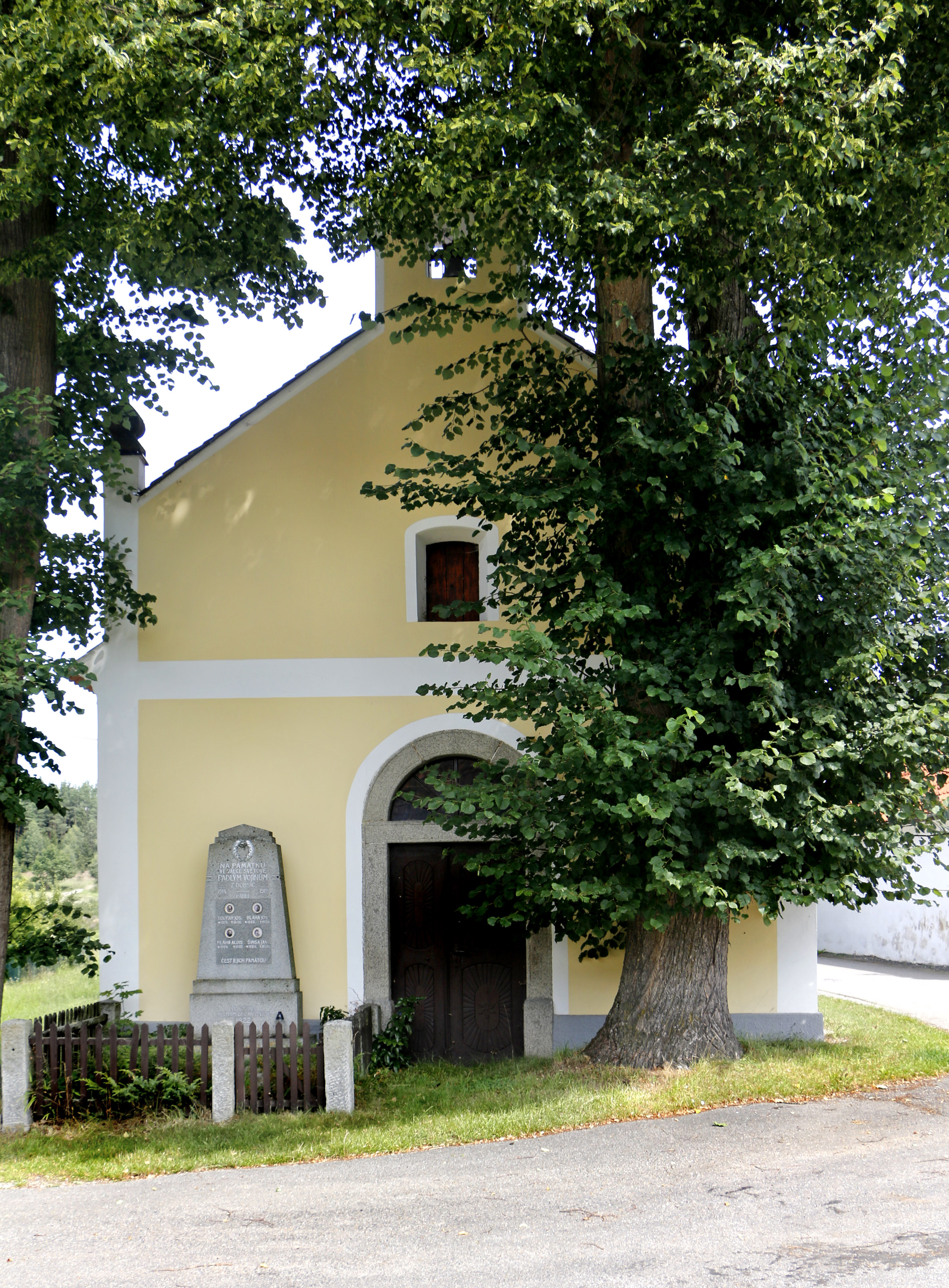
Kaple pod stromy
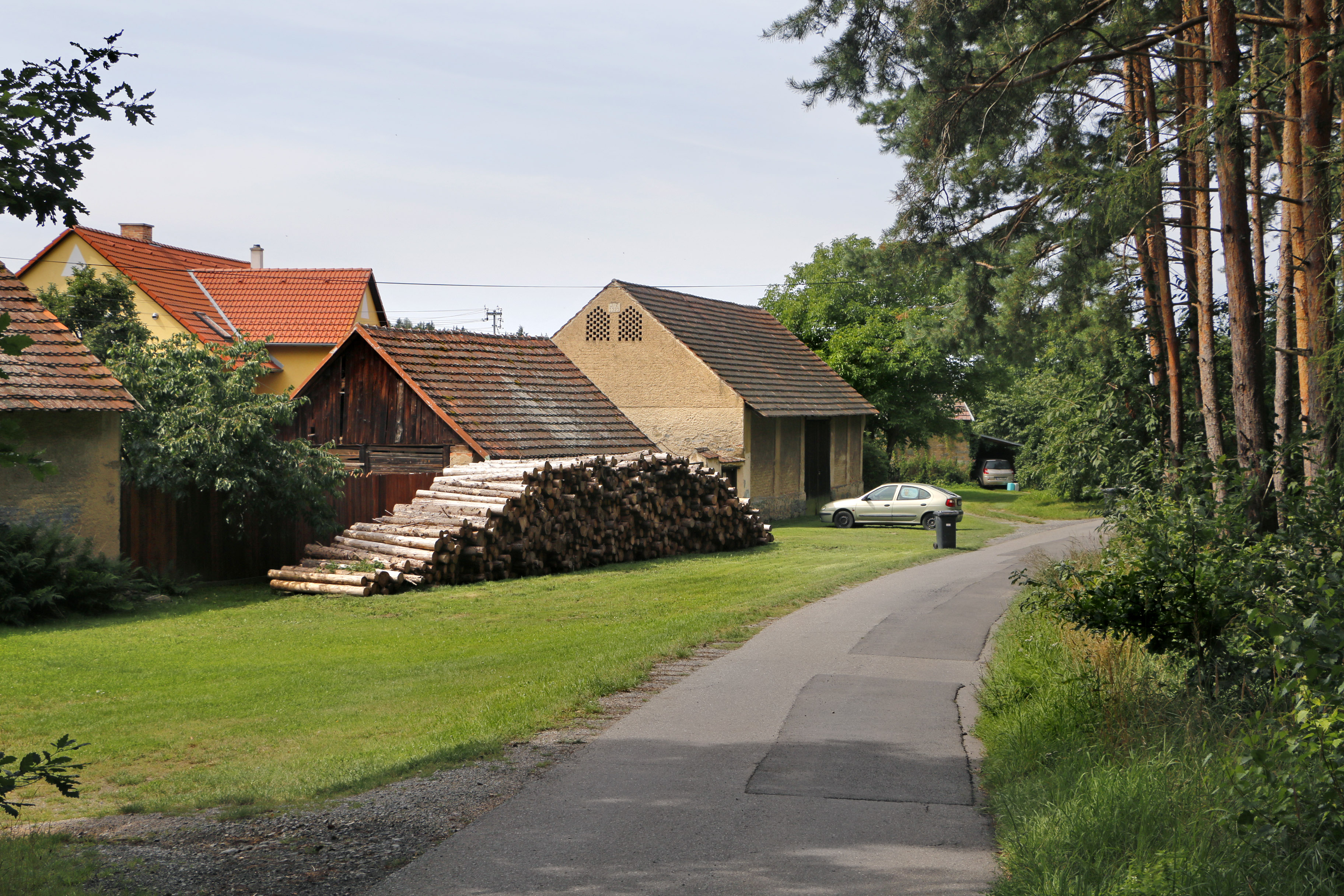
Severní část vsi
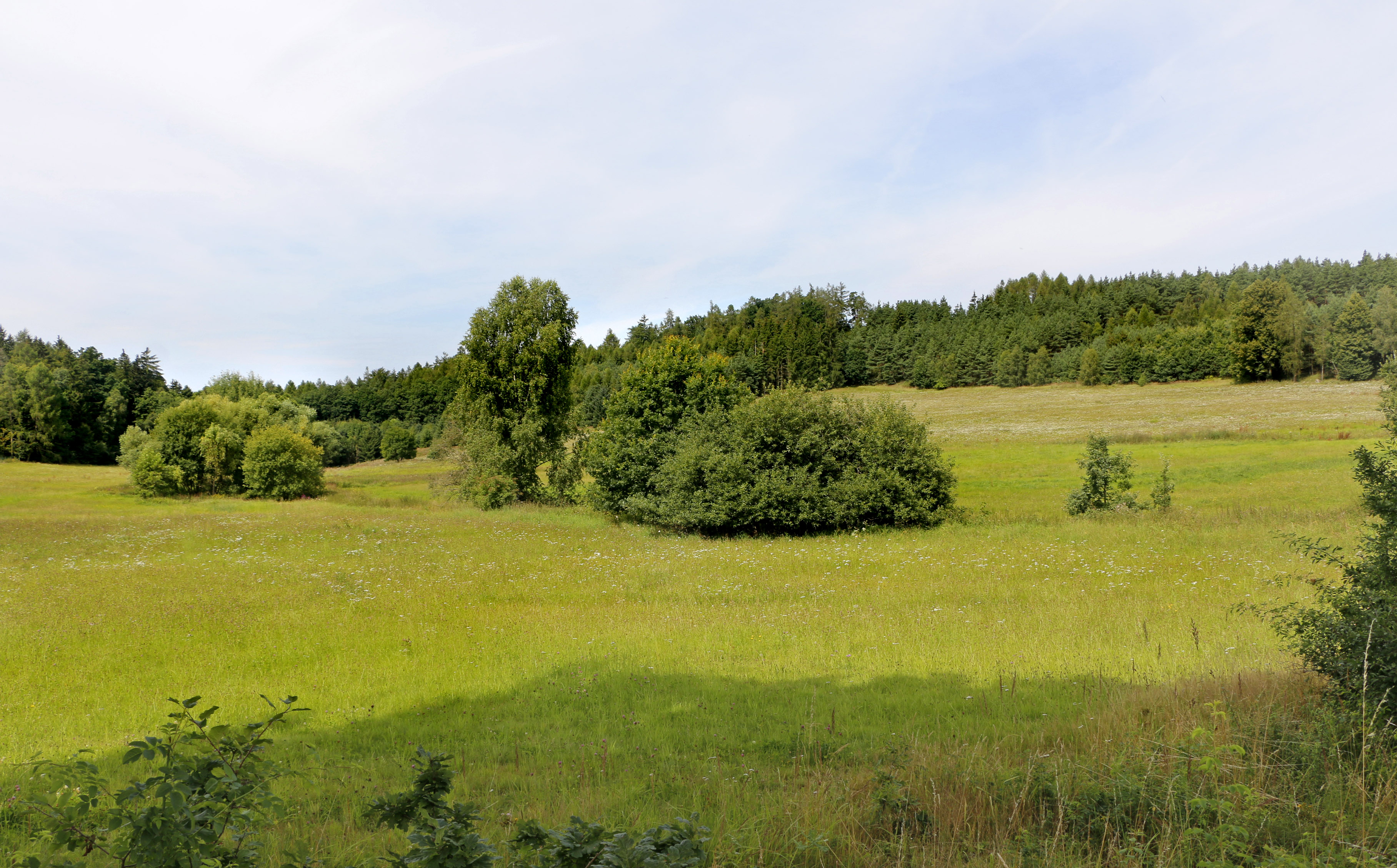
Krajina u Dobšice